# جاك كارتير (مصارع)
 جيسي ألين وايت  (بالإنجليزية: Jake Carter)‏ مصارع أمريكي محترف، وعندما كان في الدبليو دبليو أي صارع تحت أسم  جاك كارتير  , وهو الآن يصارع في عرض NXT وقد أنضم إلى العروض الأساسية وفاز على زاك رايدر، وقد فاز سابقا ببطولة FCW للفرق مرتان مرة مع كوري جريفز ومرة مع دوني مارلو، ويلقب بالعظيم.

## روابط خارجية
- جاك كارتير على موقع CageMatch worker (الإنجليزية)